# Шестая кольцевая автодорога Пекина

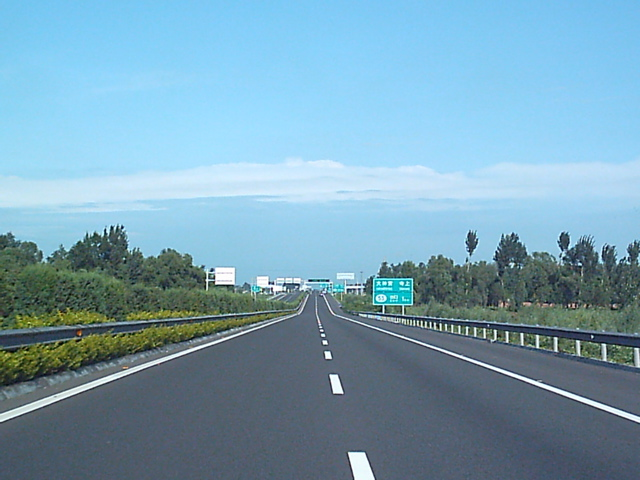
Северо-восточная часть кольцевой автодороги (2004)

Шестая кольцевая автодорога Пекина (кит. упр. 六环路, пиньинь Liu Huan Lu) — 130-километровая платная 4-полосная (по 2 в каждом направлении) кольцевая дорога, окружающая центр Пекина. Одна из кольцевых автодорог Пекина. Расположена в 15-20 км от центра города.
Изначально называлась Вторая скоростная кольцевая автодорога, однако, потом было решено, что кольцевые дороги должны нумероваться не по времени присвоения статуса, а по расположению, начиная от центра города, и дорога была переименована в 6-ю. Юго-восточный участок был введён в эксплуатацию в 2000—2001 годах. 
Полностью дорога была завершена в 2009 году, её длина составила 187,6 км.